# 成田幸平
成田 幸平（なりた こうへい、1989年6月15日 - ）は、京都府京都市出身のハンドボール選手。日本ハンドボールリーグのトヨタ紡織九州レッドトルネードSAGA所属。

## 経歴
大阪体育大学時代の2008年に第11回男子ジュニアアジア選手権の日本代表U-21に選出。
2012年2月に日本ハンドボールリーグの湧永製薬へ加入。2月25日に行われた北陸電力戦で初出場し、1得点を挙げた。
2013年に行われた第18回ヒロシマ国際ハンドボール大会で日本代表に選出された。
2013-14年シーズンはリーグ1位のフィールド得点を記録し、ベストセブンに選ばれた。シーズン中の2014年1月には第16回男子アジア選手権の日本代表に選出。大会では10得点を記録した。
2014年6月にドイツ・ブンデスリーガのフュクセ・ベルリンのセカンドチームへ移籍。
2015年にはリオデジャネイロオリンピック・アジア予選の日本代表に選出された。
2016-17年シーズンから湧永製薬へ復帰。チームトップの66得点を挙げた。
2017-18年シーズンはリーグ7位となる116得点を記録。
2018-19年シーズン、2019年3月2日の大崎電気戦で通算400得点を達成。同シーズンは106得点を挙げ、リーグ10位を記録した。

## 詳細情報

### 年度別成績
| 年       | チーム   | 試合 | フィールド 得点 | 率   | 7m  | 合計    | 警告 | 退場 | 失格 |
| -------- | -------- | ---- | --------------- | ---- | --- | ------- | ---- | ---- | ---- |
| 2011-12  | 湧永製薬 | 3    | 1/2             | .500 | 0/0 | 1/2     | 0    | 0    | 0    |
| 2012-13  | 湧永製薬 | 16   | 18/35           | .514 | 0/0 | 18/35   | 3    | 2    | 0    |
| 2013-14  | 湧永製薬 | 16   | 95/168          | .565 | 0/0 | 95/168  | 5    | 7    | 0    |
| 2016-17  | 湧永製薬 | 15   | 66/136          | .485 | 0/0 | 66/136  | 4    | 7    | 0    |
| 2017-18  | 湧永製薬 | 24   | 114/238         | .479 | 2/2 | 116/240 | 8    | 8    | 0    |
| 2018-19  | 湧永製薬 | 23   | 106/223         | .475 | 0/0 | 106/223 | 9    | 7    | 0    |
| JHL：6年 | JHL：6年 | 97   | 400/802         | .499 | 2/2 | 402/802 | 29   | 31   | 0    |

- 各年度の太字はリーグ最高

### タイトル・表彰

#### 日本ハンドボールリーグ
- ベストセブン賞：1回 (2013年)
- フィールド得点賞：1回 (2013年)

### 記録

#### 日本ハンドボールリーグ
- 通算400得点：2019年3月2日、対大崎電気戦（中区スポーツセンター）[15]

### 背番号
- 5 (2012年 - 2014年、2016年 - )

## 代表歴

### 日本代表
- オリンピック(2020年)
- アジア選手権 (2016年・2018年・2020年)
- 世界選手権 (2017年、2019年、2021年)
- アジア競技大会 (2018年)
- ジャパンカップ (2018年・2019年)
- 日韓定期戦 (2016年・2017年・2018年・2019年)

#### 大会別成績
| 年     | 大会             | 対戦国                          | フィールド 得点 | 率    | 7m  | 合計 | 警告 | 退場 | 失格 |
| ------ | ---------------- | ------------------------------- | --------------- | ----- | --- | ---- | ---- | ---- | ---- |
| 2019年 | 世界選手権       | 北マケドニア戦 (予選)           | 2/3             | .667  | 0/0 | 2/3  | 0    | 0    | 0    |
| 2019年 | 世界選手権       | クロアチア戦 (予選)             | 1/2             | .500  | 0/0 | 1/2  | 1    | 0    | 0    |
| 2019年 | 世界選手権       | スペイン戦 (予選)               | 1/1             | 1.000 | 0/0 | 1/1  | 0    | 1    | 0    |
| 2019年 | 世界選手権       | アイスランド戦 (予選)           | 1/1             | 1.000 | 0/0 | 1/1  | 0    | 0    | 0    |
| 2019年 | 世界選手権       | バーレーン戦 (予選)             | 1/1             | 1.000 | 0/0 | 1/1  | 0    | 1    | 0    |
| 2019年 | 世界選手権       | 朝鮮戦 (21-24位戦)              | 1/2             | .500  | 0/0 | 1/2  | 0    | 0    | 0    |
| 2019年 | 世界選手権       | アンゴラ戦 (21-24位戦)          | 1/1             | 1.000 | 0/0 | 1/1  | 0    | 1    | 0    |
| 2021年 | 世界選手権       | クロアチア戦 (予選ラウンド)     | 3/3             | 1.000 | 0/0 | 3/3  | 0    | 0    | 0    |
| 2021年 | 世界選手権       | カタール戦 (予選ラウンド)       | 1/1             | 1.000 | 0/0 | 1/1  | 0    | 1    | 0    |
| 2021年 | 世界選手権       | アンゴラ戦 (予選ラウンド)       | 0/0             | -     | 0/0 | 0/0  | 0    | 0    | 0    |
| 2021年 | 世界選手権       | アルゼンチン戦 (メインラウンド) | 0/1             | .000  | 0/0 | 0/0  | 0    | 0    | 0    |
| 2021年 | 世界選手権       | デンマーク戦 (メインラウンド)   | 2/3             | .667  | 0/0 | 2/3  | 0    | 0    | 0    |
| 2021年 | 世界選手権       | バーレーン戦 (メインラウンド)   | 2/3             | .667  | 0/0 | 2/3  | 0    | 1    | 0    |
| 2021年 | 東京オリンピック | デンマーク戦 (予選)             | 0/1             | .000  | 0/0 | 0/1  | 0    | 1    | 0    |
| 2021年 | 東京オリンピック | スウェーデン戦 (予選)           | 0/0             | -     | 0/0 | 0/0  | 1    | 1    | 0    |
| 2021年 | 東京オリンピック | エジプト戦 (予選)               | 1/1             | 1.000 | 0/0 | 1/1  | 0    | 0    | 0    |
| 2021年 | 東京オリンピック | バーレーン戦 (予選)             | 0/0             | -     | 0/0 | 0/0  | 0    | 1    | 0    |
| 2021年 | 東京オリンピック | ポルトガル戦 (予選)             | 1/3             | .333  | 0/0 | 1/3  | 0    | 1    | 0    |